# 新东方学校

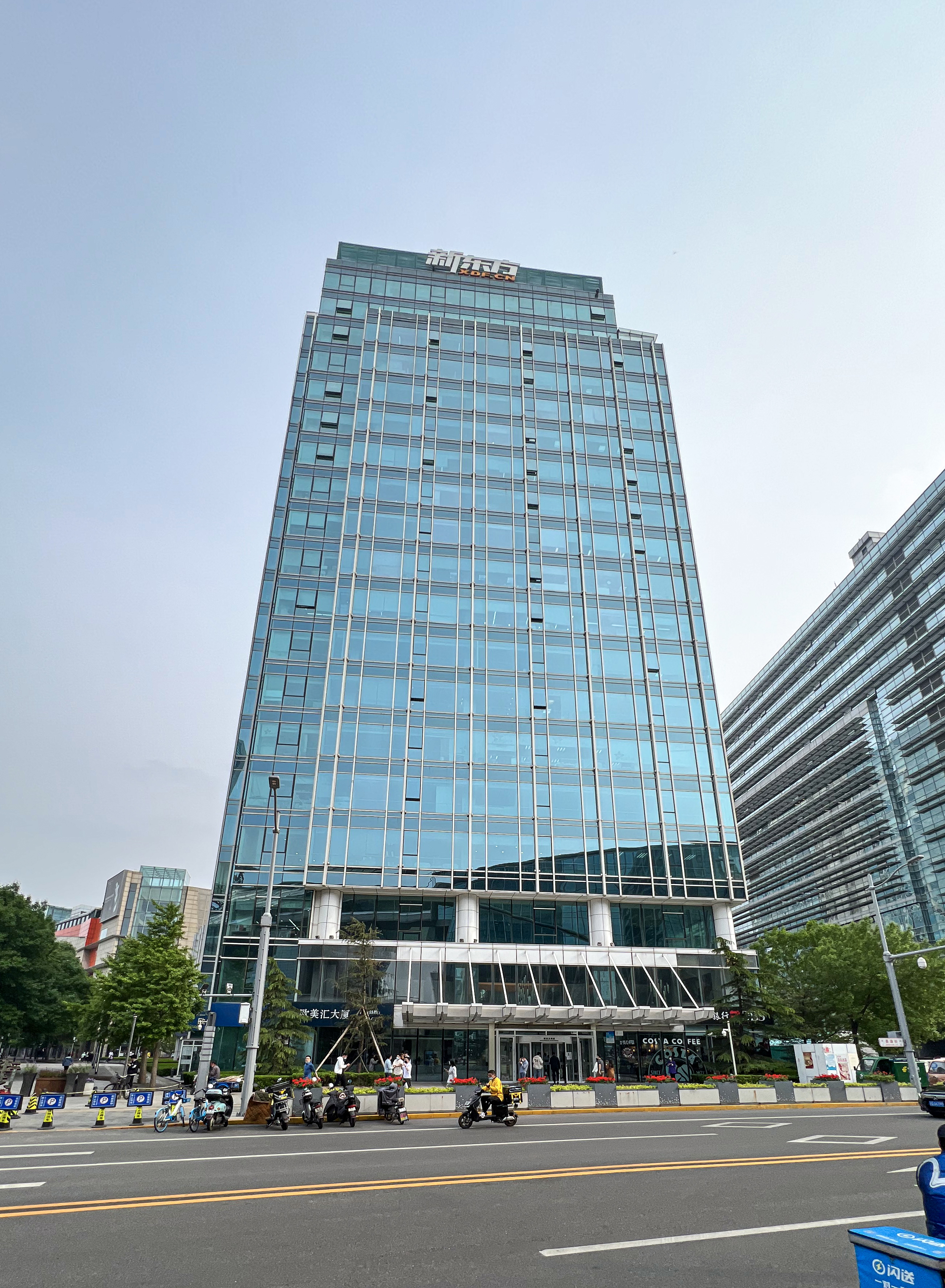
新东方南楼

新东方学校（：EDU、港交所：9901），简称新东方，全名新东方教育科技集团有限公司，公司在开曼群岛注册，总部位于北京市海淀区中关村，在美国纽约证券交易所上市，是中華人民共和国目前规模最大的外语教育和留学咨询机构。

## 历史
北京新东方学校于1993年11月16日由俞敏洪创立，最早专营大学生出国英语考试（托福、GRE等）培训，2001年组建以北京新东方学校为基础的新东方教育科技集团。目前新东方业务已扩展到中国国内英语考试培训、泡泡少儿教育（数学、英语、语文、美术……）、其他外语培训、优能中学全科培训（语文、数学、英语、理科综合、文科综合）、出国咨询（前途出国）等。
2005年11月29日，新东方商标被认定为中国驰名商标。2006年9月7日，新东方教育科技集团登陆纽约证券交易所，发行价为每股15美元，成为中国大陆首家海外上市的教育培训机构。
2021年11月，新東方成立編程公司北京优编程网络科技有限公司。

## 下属机构
截至2016年8月底，新东方教育科技集团在全世界（以中国大陆地区为主）有67家分校，771家学习中心，均为直营方式，避免加盟或挂牌，新东方已经在北京、上海、广州、武汉、天津、西安、南京、沈阳、重庆、成都、深圳、哈尔滨、长沙、济南、郑州、杭州、长春、合肥、昆明、福州、南昌、大连、太原、石家庄、兰州、厦门、青岛、襄阳、苏州、株洲、宜昌、鞍山、佛山、无锡、荆州、黄石、宁波、南宁、潍坊、多伦多等地设立了新东方分校，年收益逾几十亿。

### 新东方问吧
是该集团旗下知识问答平台，于2011年10月15日发布，在该平台发布问题后，能得到新东方认证的教师解答。

### 新东方在线
2016年7月，新东方在线与新东方共同投资成立东方优播，由朱宇担任东方优播的CEO职务，东方优播是新东方在线的重要构成，在三四线城市中以本地化在线小班课的模式扩展市场，截至2021年5月31日东方优播已进入中国27个省的273个城市。

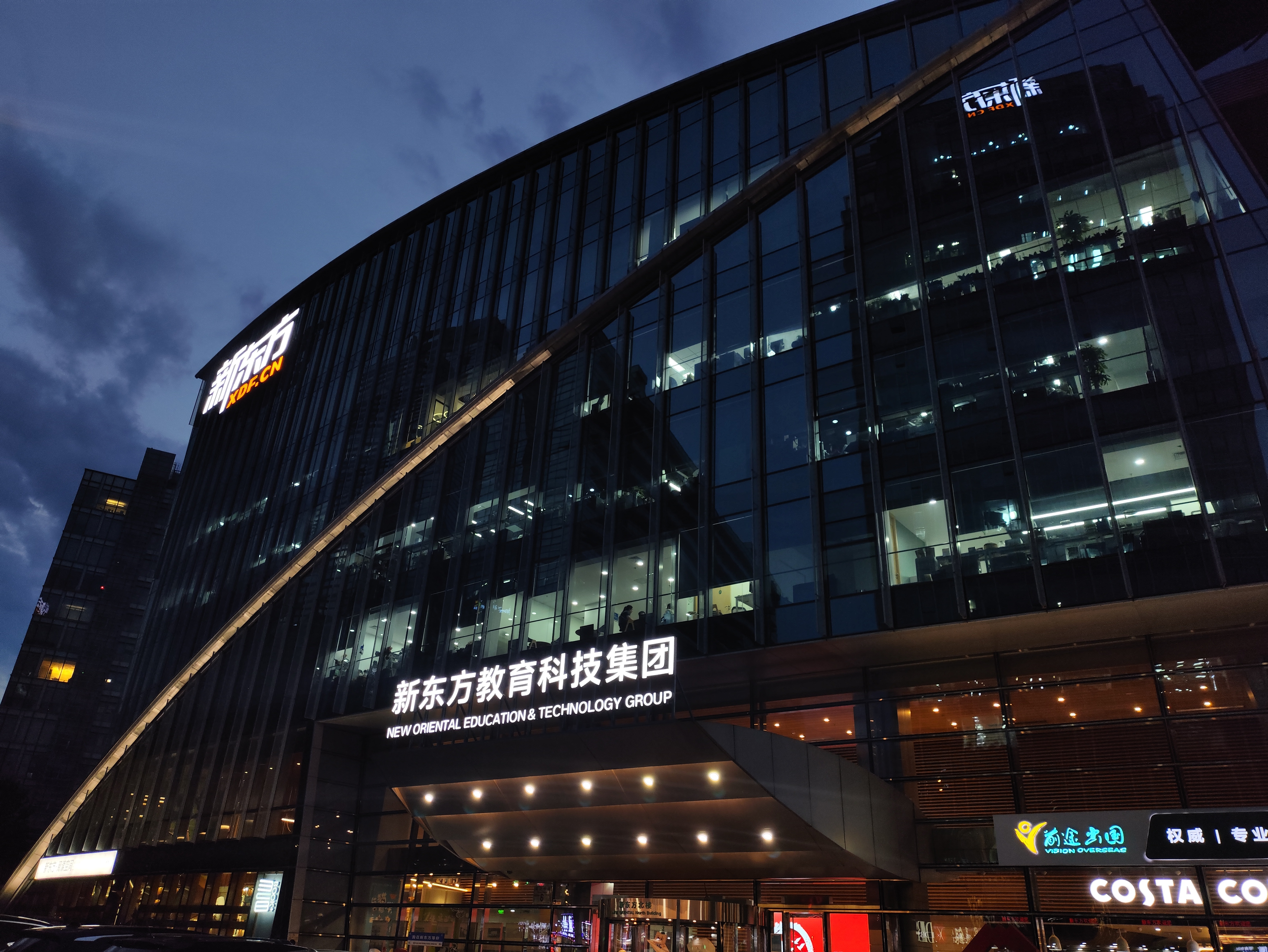
新东方总部夜景

2019年3月28日，新东方分拆“新东方在线”在线教育学习网站平台于港股上市，股票代码：01797。
2021年7月起，受到中共中央總書記習近平推行的「雙減政策」影響，新東方等中國私人教育企業遭受嚴重打擊。同年9月13日，新东方在线旗下K12业务东方优播决定全面关闭，将在10月前完成退费和裁员工作。同時全面关停中小学生学科业务招生。2022年1月，新东方创始人俞敏洪表示，公司已辞退六万名员工，营业收入减少80%。2022年4月，新东方宣布基本完成业务重组。
2021年12月28日，新东方在线推出直播销售平台“东方甄选”，定位于助农项目直播平台，新东方创始人俞敏洪与新东方在线CEO孙东旭分别在俞敏洪个人抖音直播间与东方甄选直播间销售农产品。2022年6月10日，前新东方高中英语老师董宇辉因在直播间的双语讲解迅速走红网络，新东方在线股价也因此大涨近40%。

## 事件

### 与ETS的法律纠纷
- 2001年初，美国教育考试服务中心向北美各大学发出公开信，质疑中国大陆留学生的GRE成绩真实性，并不点名地称新东方未经授权使用其考试资料[15][16]。
- 2001年2月23日，ETS正式向北京市第一中级人民法院起诉。
- 2003年9月27日，一审判决认定新东方侵犯国外考试机构的著作权 ，赔偿人民幣约一千万元。新东方存在异议，提起上诉。
- 2004年12月27日，北京市高级人民法院终审判决，新东方赔偿ETS经济损失人民幣374万元。[17]

### 前途出国学术欺诈争议
2016年12月，新东方前途出国留学中介业务被路透社曝出存在严重的学术欺诈行为。美国国际招生协会（AIRC）做出回应，表示将展开调查，并可能撤销对新东方的认证。新东方股价随即暴跌。 据路透社报道，新东方在为客户申请美国大学过程中通过伪造中学成绩、捏造中学文凭、撰写推荐信等手段造假。新东方随后做出回应，否认相关指控。

### SAT考试泄题争议
2016年12月，新东方被路透社曝出新东方违反SAT考试的相关规定，将之前的考题泄露给新东方学生，帮助其取得成绩。SAT考试经常会使用过去的考题，因此禁止参加考试者分享考试内容。新东方随后做出回应，否认相关指控。

### 虚假包装教师事件
2017年8月，《法制晚报》记者暗访发现，新东方幼儿学习部（泡泡少儿教育）中，教培师将毫无任教经验的暗访记者在其名师卡上写成为“教学经验丰富”的教师。该消息被曝光后，新东方董事长俞敏洪就此事感到震怒，当即就作出指示，要求在全国范围内彻查。俞敏洪就此事表示，此为个人事件，不能代表新东方。他还表示，新东方分校用这样的教师给新教师讲课，本身就是一个非常大的错误，同时表示对这种“严重违反新东方核心价值观”的不诚信行为要求一查到底。而新东方泡泡少儿项目管理中心主任罗沫鸣在其朋友圈发文称，该个例事件“让集体蒙羞，也让全国的新东方人感到汗颜”。他还表示，新东方严禁以任何形式、在任何场合对教师信息进行夸大、虚构和伪造。目前涉事教培师已被勒令辞职。

### 被重庆市政府通报
2021年5月5日，重庆市教委和市场监管局发出文件，通报新东方等校外培训机构存在的课程设置、教师资质、招生收费、广告宣传等问题。